# Borna (Kroatien)

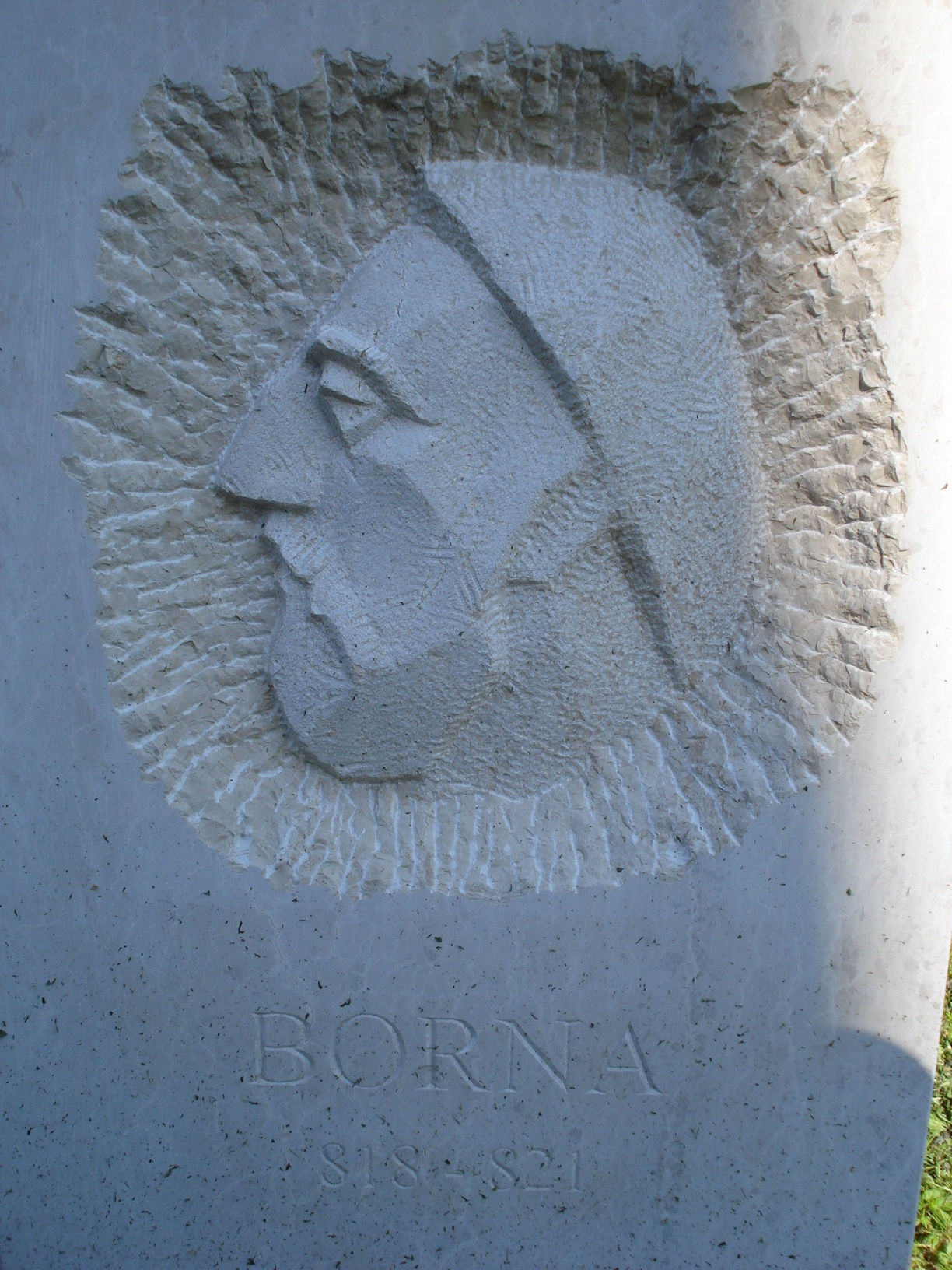
Denkmal für Borna in Otočac (Kroatien)

Borna († 821) war ein südslawischer Knes (lateinisch dux ‚Fürst‘) und herrschte von 810 bis zu seinem Tod 821 über das Herzogtum Kroatien, das sogenannte Dalmatinische Kroatien. Er war der Sohn und Nachfolger von Višeslav und der erste schriftlich belegte Herrscher der Kroaten. Borna wird die im frühen 9. Jahrhundert größtenteils abgeschlossene Christianisierung der küstenländischen Kroaten zugeschrieben. Er nahm seinen Herrschersitz in Nin.

## Leben

### Herrschaftsbereich
Die territoriale Ausdehnung von Bornas Herrschaftsbereich kann nicht mit Sicherheit bestimmt werden. Er wird in Quellen zunächst auch als Dux Guduscanorum ‚Herzog der Guduskaner‘ (kroatisch Gačaner) bezeichnet, wohl weil sein Machtbereich die von den Guduskanern bewohnte Gegend um den Fluss Guduča, in der Lika, im Tal der Gacka und an der Kulpa einschloss. Die Guduskaner waren Verbündete und direkte Nachbarn des Frankenreiches. Der Chronist Einhard bezeichnete Borna 818 als „Herzog der Guduskaner und der Timotschanen“ und 819 als „Herzog von Dalmatien“. Nada Klaić schreibt dazu: „Er ist dux Gudsucanorum und außerdem dux Dalmatiae atque Liburniae. Als Fürsten von Dalmatien und Liburnien nennen ihn fränkische Geschichtsschreiber, die für Gebiete auf dem Balkan und an der Adria historische Begriffe verwenden.“

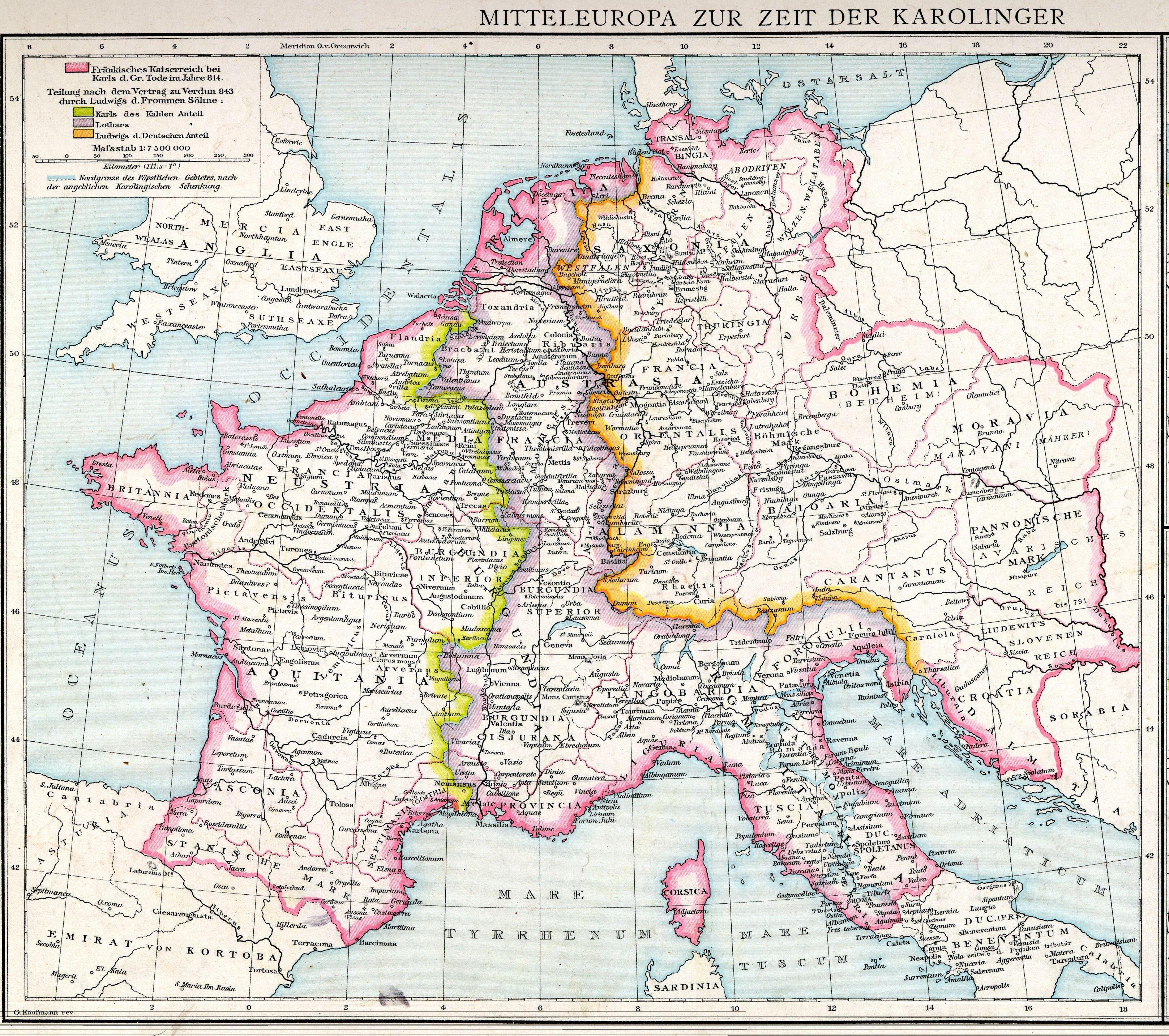
Bornas Herrschaftsbereich (rechts unten) - Croatia, Liburnia, Guduscaner, Dalmatia - auf der Karte Mitteleuropas

### Politische Situation
Borna war, wie sein Neffe und Kontrahent Ljudevit Posavski, den Franken tributpflichtig. Im Gegensatz zu Ljudevit, dessen Herrschaftsgebiet ganz besonders unter den Eigenmächtigkeiten des Markgrafen Kadaloch von Friaul zu leiden hatte, verhielt er sich jedoch aus politischen Gründen den Franken gegenüber loyal, da er sich von ihnen Schutz und Unterstützung gegen Byzanz erhoffte.
Nach dem Tod Karls des Großen brachen unter dessen Sohn und Nachfolger Ludwig im fränkischen Reich innere Unruhen aus, wodurch die Macht des Kaisers erheblich geschwächt wurde. Dies bot den Grafen und Markgrafen des Reiches die Gelegenheit, sich immer mehr zu verselbstständigen. So auch Kadaloch, der sich immer häufiger in die inneren Angelegenheiten der benachbarten slawischen Stämme und Fürstentümer einmischte, die bislang selbstständig entscheiden konnten. Kadaloch drang in die Länder Ljudevits ein und brandschatzte und plünderte dort. Nachdem Ljudevits Beschwerde darüber beim Kaiser wirkungslos geblieben war, erhob er sich, wohl auch auf Betreiben von Byzanz, gegen die Franken; dabei schlossen sich ihm Teile der Karantanen und Timotschaner an.

### Schlacht an der Kulpa (819)
Gemeinsam mit Ljudevits Schwiegervater Dragomuž fiel Borna 819 auf Drängen des Markgrafen Balderich von Friaul, dem Nachfolger Kadalochs, von Südosten her in Posavien ein. In der Schlacht an der Kulpa wurde Borna besiegt, nachdem die Guduskaner zu Ljudevit übergelaufen waren. Dragomuž fiel, und Borna entkam nur mit Mühe. Daraufhin brach Ljudevit im Dezember 819 in das dalmatinische Küstengebiet ein, wo sein Heer durch Bornas hinhaltende Taktik und den einbrechenden strengen Winter erschöpft und schließlich zum Rückzug gezwungen wurde. Es gelang Borna danach, die Gačaner erneut zu unterwerfen und seine Macht wieder zu festigen.

### Weitere Waffengänge gegen Ljudevit
Im Januar 820 begab sich Borna nach Aachen, wo er ein Bündnis mit Kaiser Ludwig schloss und wo die Entsendung von drei Heeren gegen Ljudevit beschlossen wurde, die von Borna, Balderich von Friaul und dem Markgrafen Gerold angeführt werden sollten. Als die Invasionstruppen 820 in Posavien erschienen, vermied Ljudevit eine offene Feldschlacht und zog sich auf seine Gebirgsfestungen zurück. Die Truppen Bornas und der Franken verwüsteten das Land und traten danach den Rückmarsch an. In Anbetracht der offenkundigen Überlegenheit und Zerstörungslust der Franken ergab sich der aufständische Teil der Karantanen an Balderich.

### Tod
Im Sommer 821 verwüsteten drei Invasionsheere erneut das Land der Posavier, die wiederum die Entscheidungsschlacht vermieden. Dabei fiel Borna im Kampf um eine der posavischen Festungen. Auf ihn folgte sein Neffe Vladislav.